# کوخالو
کوخالو یکی از روستاهای استان آذربایجان شرقی است که در دهستان عباس شرقی بخش تیکمه‌داش شهرستان بستان‌آباد واقع شده‌است.این روستا ۳۹ نفر جمعیت دارد.